# Jinan IFC Landmark Tower
La Jinan IFC Landmark Tower est un gratte-ciel en projet à Jinan en Chine. Sa construction devrait commencer en 2015. Il atteindra la hauteur de 560 mètres pour 135 étages.